# پل آدام
پل آدام (به فرانسوی: Paul Adam) (زاده ۷ دسامبر ۱۸۶۲ – درگذشته ۱ ژانویه ۱۹۲۰) شاعر و نمایش‌نامه نویس قرن نوزدهم میلادی اهل فرانسه بود.